# МАЗ-257
МАЗ-257 — белорусский автобус среднего класса, производимый Минским автомобильным заводом в школьной и пригородной модификациях.

## Характеристика
Первоначально МАЗ-257 был разработан как школьный автобус для сельской местности (модификация МАЗ-257.S30). МАЗ-241 занял нишу городских школьных автобусов и оказался слишком дорогим, и для сельской местности был разработан новый автобус с использованием шасси среднетоннажного грузовика МАЗ-4371 (грузовое шасси для автобусов повышенной проходимости применялось на моделях МАЗ-106, МАЗ-131 и МАЗ-256). Автобус был рассчитан на перевозку 29 детей и 2 сопровождающих. По словам ведущего конструктора Александра Скакуна, проект был нацелен на создание безопасного, дешёвого, ремонтопригодного и комфортного автобуса с широким использованием отечественных комплектующих.
МАЗ-257.S30 был представлен в 2017 году.
Продажи автобуса пригородной модификации МАЗ-257030 начались весной 2019 года на Украине.
На автобусе устанавливается дизельный двигатель Cummins ISF 3.8s 5168, соответствующий экологическому стандарту Евро-5, и 6-ступенчатая механическая коробка передач Fast Gear 6j70T.
На международной выставке "БЕЛАГРО-2025" была представлена туристическая модификация автобуса МАЗ-257А40 с пассажировместимостью в 24 человека.

## Модификации
| Название    | Модель КПП      | Модель двигателя | Экостандарт | Годы выпуска | Примечание                   |
| ----------- | --------------- | ---------------- | ----------- | ------------ | ---------------------------- |
| МАЗ-257.030 | Fast Gear 6J70T | Cummins ISF3.8S  | Евро-5      | 2018 — 2022  | пригородный                  |
| МАЗ-257.040 | Fast Gear 6J76T | WP4.1NQ190Е50    | Евро 5      | с 2022       | пригородный                  |
| МАЗ-257.S30 | Fast Gear 6J70T | Cummins ISF3.8S  | Евро-5      | 2017 — 2021  | школьный                     |
| МАЗ-257.S40 | Fast Gear 6J76T | WP4.1NQ190Е50    | Евро-5      | с 2022       | школьный                     |
| МАЗ-257.А40 | Fast Gear 6J76T | WP4.1NQ190Е50    | Евро-5      | с 2025       | туристический/междугородний, |